# 프랑스 국가 올림픽 체육 위원회
프랑스 국가 올림픽 체육 위원회(프랑스어: Comité National Olympique et Sportif Français)는 프랑스의 국가 올림픽 위원회이다. IOC 코드는 FRA이다. 본부는 파리에 있으며 유럽 올림픽 위원회에 소속되어 있다.
1894년 피에르 드 쿠베르탱 남작이 파리에서 "프랑스 올림픽 위원회"(Comité olympique français)를 설립했으며 같은 해에 국제 올림픽 위원회의 승인을 받았다. 1908년에 "프랑스 국가 스포츠 위원회"(Comité national des sports)가 설립되었고 1972년 2월 22일을 기해 두 위원회가 합병되면서 지금과 같은 국가 올림픽 위원회가 형성되었다.
프랑스령 폴리네시아를 제외한 프랑스의 모든 해외 레지옹과 해외 영토를 대표한다. 33개 국가 하계 스포츠 종목 연맹과 3개 국가 동계 스포츠 종목 연맹이 소속되어 있으며 프랑스의 스포츠 발전을 담당한다. 또한 올림픽, 유러피언 게임을 비롯한 국제 스포츠 대회에 참가하는 프랑스의 선수들을 대표한다.

## 같이 보기
- 올림픽 프랑스 선수단